# Сильвестр (Крайський)
Сильвестр Крайський (*до 1655; — †5 червня 1712, Смоленськ) — український релігійний діяч, церковний педагог, бібліофіл. Ректор московської Слов'яно-Греко-Латинської академії. Єпископ Російської православної церкви. Випускник Києво-Могилянської академії. 

## Життєпис
Народився в Україні. Навчався у Київській духовній академії, коли у ній не було вищих класів (після розорення академії у 1655—1657 рр.)
1665 рр. — виїздив до Західної Європи аби продовжити навчання і закінчив там духовну академію в Римі.
Повернувшись до Києва зайняв посаду вчителя у Київській духовній академії.
Знав кілька давніх мов, італійську. Займався математичними, астрономічними та природними науками.
1701 р. — призначений викладачем до Словяно-Греко-Латинської академії у Москві для перетворення її на заклад українського типу. З 1704 — ректор цієї академії та настоятель Заіконоспаського монастиря у сані архімандрита.
11 березня 1705 р. — хіротонія в єпископа Холмогорського та Важеського ВПСРІ. У тому ж році 18 вересня зведений у сан архієпископа.
З вересня 1707 — митрополит Смоленський та Дорогобузький.
1709 р. — переклав із італійської видання «Коротка Космографія», імовірно для смоленських училищ. Приділяв багато уваги храмобудівництву.
Поруч зі святителем Смоленським Сильвестром І, Дорофєєм та Симеоном, вважається як поборник православ'я. Біля його гробу здійснюються панахиди.
Помер 5 червня 1712 р. у Смоленську. Похований в усипальниці в Троїцькому Смоленському монастирі.
Після його смерті залишилася велика бібліотека — 734 книжки та рідкісні колекції ікон — 185 образів.